# 田中樹
田中 樹（たなか じゅり、1995年〈平成7年〉6月15日 - ）は、日本のアイドル、俳優、タレント、ラジオパーソナリティ、ラッパー。男性アイドルグループ・SixTONESのメンバー。
千葉県柏市出身。STARTO ENTERTAINMENT所属。

## 来歴
入所前の2007年、兄・田中聖の初主演作TBS系列ドラマ『特急田中3号』の第1話に兄の役の幼少時代の役として、当時小学生だった五男・彗とともに出演。
2008年4月20日入所。中学生になったばかりの頃に母親が勝手に履歴書を送り、オーディション後「Hey! Say! JUMPのライブのリハーサルにきて」と言われ、振り付けを覚えて踊り、いつの間にかジャニーズJr.として出演。5月5日の横浜アリーナ公演ではファンにも紹介され、特別ゲストとして駆けつけていた兄・聖と「Real Face」を披露する一幕もあった。
同年11月頃から2011年まで、Hip Hop Jump（Hip Hop JUMP）の一員として活動。
2011年12月頃から『Rの法則』の二期生としてR'sナンバー000031、ニックネームはジュリとして加入。2016年3月に番組を卒業。
2012年4月、テレビドラマ『私立バカレア高校』出演後、同年9月8日、9日、『私立バカレア高校』出演のJr.メンバー6人でジャニー喜多川に直談判し、通称・バカレア組メインコンサート『Johnny's Jr. Johnny's Dome theather〜SUMMERY〜』を開催。
2015年5月1日、『ジャニーズ銀座2015』で、テレビドラマ『私立バカレア高校』出演者6人でSixTONES結成を発表。
2016年9月公開の『バニラボーイ トゥモロー・イズ・アナザー・デイ』で、ジェシー・松村北斗とともに映画初主演を果たす。
2020年1月22日、SixTONESのメンバーとしてCDデビュー。

## 人物
SixTONESのパフォーマンスにおいて、主にラップとMCを担当する。
司会進行・MC
ジャニーズJr時代、グループに選ばれる人材になるためには何が必要かと考えた際、グループの話をまとめる存在が不可欠であることに気付いたことから、率先してMC力や大人と話をするように。トーク力が評価されることが多いが、バラエティ番組に出たときに『ジャニーズのあいつ、話せない』と思われるわけにはいかないと、活躍している先輩から自分なりに学ぶ。そのおかげで武器になるものが蓄えられ、メンバーみんなでトークをするときは話を回すことが増えたと語る。本来はボケたいタイプで、回しているときにボケられないのは残念だがやりがいがあるという。2013年には、Rの法則で山口達也と高市佳明の代わりにR'sの石神澪と共に初MCを務めた。また、2018年3月から配信が開始されたジャニーズJr.チャンネルの発表記者会見では司会進行役を務めた。そして、いつかは自分がMCを担当する番組を持つことが目標のひとつだと語る。メンバーのジェシーからも、「とんでもないMCになると予想している、話もうまいし絶対番組もてると思う」、京本大我からは「SixTONESが相手じゃなくてもトークを上手く回せる実績を残したら無敵」と期待されている。世間が思い抱く中居正広さんというイメージにほぼズレがない徹底されているトークを尊敬しており、他にも櫻井翔、村上信五の自分の番組を持っている先輩を目標に、トーク力をつけたいという。
打ち合わせでもトークを回し、メンバー内の人望が厚く喋りも上手く、ボケ役もツッコミ役もこなせるため、松村北斗から「言葉の魔法使い」というキャッチフレーズをつけられている。中学1年生の頃にはジャニーさんがだる絡みしてきて適当に流したつもりが大爆笑され、リハーサルを止めてジャニーズJr.全員を集め｢彼はボクがこう言ったら、こういうふうに返してきたんだよ。彼は天才だよ！｣と言われていた。また、「トークも舌も回せる男」としてラップのみならず、常日頃トーク力に磨きをかけており、京本大我からは「ラップではオラオラなのにギャップがズルい、場の空気を良くするため、自分の身を削って笑いを取ってくれて、樹なら拾ってくれるって安心してふざけられる」、森本慎太郎からは「本番ではMCを回すのが樹で、大変だと思うけど好き勝手にむちゃくちゃにみんながボケても、ちゃんとツッコンでくれる、樹にしか受け止められない感謝してます。」、ジェシーからは「唯一進行できるのが樹で、みんな空気を読まずに自由にMCでボケても樹が回してくれるから助かってる」、髙地優吾からは「リハーサルもまとまりなくて、リハーサルもMCもまとめてくれて頼れる」とメンバーからはそのMC力が高く評価され頼りにされている。メンバー以外にも、ジャニーズJr.のイベントなどでMCを務めることが多い。元Love-tune、現7ORDERとして活動している安井謙太郎からは、楽屋に呼ばれ｢ありがとね、MC助かったわ！｣、樹のMCテクニックは｢人を助けられる｣とMCの補佐能力も評され、Hip Hop Jumpのメンバーとして共に活動をしていた萩谷慧悟からは｢ボケれるし、まとめれるしMCに向いてる｣、Travis JapanでMCを務める宮近海斗からは｢番組のMCが樹くんだと、言って良いのかな？ってボケも拾ってくれる｣、SixTONESと共に活動することが多いSnow Manの宮舘涼太からは「MCもうまいしラップの言葉のチョイスもよくて頼もしい」と評されている。メンバーと振付師さんの間でも「まとめられるのは樹しかいない」と多方面からそのまとめる力とMC力を評価されている。本人は｢しゃべりが得意だと思ったことはない｣と語るが、ラップやMCという役割を"樹に任せた方がいい！"と言ってくれるメンバーがいるから自然と責任感も生まれるから嬉しいと語る。
リーダー
2008年11月頃から2011年まで所属していた、Hip Hop Jump（Hip Hop JUMP）では、リーダーとして活動。ユニットとしての目標を提案したり、皆が叱られて落ち込んでいる時には空気を変え盛り上げたりと、同ユニットのリーダーとしての役割を果たしていた。2015年SixTONES結成当初、明確に決めたわけではなかったが、次第にJr.がワチャワチャし振付師が困っているときに上手く進められるよう声掛けをし、メンバーと振付師との調整も行うなど、事実上のリーダーの役割を果たしている。「気を使えて正しいこと言えて、みんなからの信頼度が上がっていって最終結論は樹が出す」（京本大我）、「つねに俺らのことを冷静に見てくれてる」(ジェシー)、「ちょっといきすぎるとみんな樹のことを意識して見る」(松村北斗)、「大人とのパイプ役で、振付師さんが樹にこういう風にしてねって言ってます」(髙地優吾)、「樹の言うことはみんな聞く。意見がバンバン出てぶつかって上手くまとめてくれていたのが樹でその実績が今の形になっている」（森本慎太郎）と信頼も厚い。本人は「みんな仕事ができる人だから、自分も何かやりたいと思っていてたどり着いたのがリーダー的な役割だった」と言うが、高校の先生からは「おまえはクラス委員長をやったほうがいいな」とリーダー的役職に担任から指名を受けていた。
憧れ・頼りにしている先輩
ネットで検索してしまうほどTOKIOの長瀬智也に憧れている。周りに左右されずに我が道を行くワイルドすぎるオーラに憧れているという。2014年のTOKIOの武道館コンサ ートにも足を運び、楽屋を訪れ初めて間近で会えたとその喜びを語る。長瀬が作詞・作曲した「リリック」をカラオケの十八番とし、2014年の『Live House ジャニーズ銀座』では、諸星翔希と共にこの曲を披露した。A.B.C-Zの河合郁人と、ジャニーズWESTの桐山照史は最愛の兄貴な存在であり、ご飯を奢ってくれたり、どんなことがあっても自分への態度がみじんも変わらない先輩であり、うれしくいい人だから好きを超えてカッケーという。Sexy Zoneの菊池風磨とも仲が良く、何かあった時はソッコーでイジってくれて俺の気持ちを軽くしてくれるという。
名前の由来
「樹」という名前は「次は女の子」と思っていた母親が大ファンだった沢田研二の「ジュリー」から「じゅり」と決めていて、男の子が産まれたがそのまま命名した。
家族
5人兄弟の四男。兄には次男で元KAT-TUNの田中聖、三男で俳優の田中彪が芸能活動をしている。五男の弟、彗は2017年夏の第99回全国高等学校野球選手権大会への出場を果たし、投手として活躍した。小学4年生ぐらいからロングコートチワワの「そら」を飼っている。
家族の仲が良く「田中家」というグループメールがある。特に母親とは頻繁にやり取りをしており「舞台頑張れ」など励ましのメールが送られくると語る。両親のことを今でも「パパ、ママ」と呼んでおり、特に母親のことが大好きで、幼少期は特に泣き虫の甘えん坊で、ジュニアの現場に行く際も、母親に10メートル後ろを歩いてもらい、そっとついてきてもらっていたという。この甘えん坊体質は今でも変わっておらず、2016年公開の映画『バニラボーイ トゥモロー・イズ・アナザー・デイ』の撮影時には、一週間程度の沖縄滞在期間中も毎日家に電話やメールをしており、ホームシックになっていた。
性格
5人兄弟の四男という家族構成が大きく影響しており、空気を読んで行動することが多く、気を遣っていることがわかるのは相手に悪いと思うため、”空気を読んでない感を出す”ことが得意だといい、気を遣いすぎて疲れてしまうこともあると語る。自分のことは大好きで『こういうところが好き』というところはないが、嫌いなところはひとつもなく、自ら優しい人間という。スタッフさんの動きをいち早く察知し、しっかりしているためスタッフさんからの信頼が厚いとメンバーが語る。ケガをして申告すると仕事に出れなくなるため、基本メンバー以外には言わず隠し通す。衣装にもこだわりが無いため、衣装さんに「田中っぽくして」とお願いするという。苦境に立たされた時、自分のことを気にかけ考えてくれてメンバーが守ってくれて、ここから“家族のために”、“誰かのために”ではなく、“自分のために”頑張ろうと思い始め、自分が頑張ることで発生する何かがグループの、他の誰かのためになると思い、ここから自立したという。それでも不安になったときがあり、思い切ってジャニーさんに相談したという。｢俺はどうすりゃいいのかな？｣と聞いたら｢YOUにそんなの関係ないじゃん｣と返され、苦手な努力を続けることに迷いがなくなり、ジャニーさんに恩返しを続けてくと語った。そして、自分はグループの中では脇役だと語り、周りを引き立てることが大切だという。
趣味・特技
「邦画より洋画派」で主にDVDでの映画鑑賞を趣味としているが、スマホでの鑑賞もしているという。4DXを体感してからは大きなスクリーンで見る楽しさを知り、映画館にも足を運んで鑑賞しており、この時鑑賞したのは『デッドプール』と『貞子 vs 伽倻子』で、その後『スーサイド・スクワッド』『グランド・イリュージョン』も鑑賞している。好みのジャンルは最新作や話題作。母親に勧められた韓国映画『7番房の奇跡』を鑑賞した時は大号泣したという。アクション映画を見ることも多く、ギャング映画が好きで、トム・ハンディーの｢レジェンド狂気の美学｣が面白かったという。
スポーツ歴は、野球、サッカー、陸上、水泳等、多岐に渡るが、小学校ではバスケットボール部に所属しており、2015年の『ガムシャラ! サマーステーション』では「チーム我」のメンバーとしてショーバスケットを披露。初心者の森田美勇人とタッグを組み成功率10%の技にも挑戦し、見事に成功に導いた。現在もひとりで公園にバスケをしに行く事があり、初対面の外国人と試合をすることもあるという。言葉が通じないながらも気持ちを通わせることができるスポーツはコミュニケーションを高めるツールであると語る。髪の長さを変えずに色だけを変える際は自分で染めており、最近では赤髪にするJr.が増えているが、ジャニーズJr.で最初に赤髪にしたパイオニアは自分だと語る。
2016年開催『ジャニーズ銀座 2016』では京本大我とギターの弾き語りで関ジャニ∞の「Eden」を披露。『JOHNNYS' World -ジャニーズ・ワールド-』出演期間中に京本と歌うことを決めており準備を進めていた。京本が弾くギターの動画を撮り、自宅で練習を行い、この日のためにメンバーカラーのギターを購入した。また、同年開催の菊池風磨ソロコンサート『Johnnys' Summer Paradise 風 are you？』の「Lovin'U」でもギター演奏を披露。

## ラップ
CDデビュー前にリリックを書いた楽曲のクレジットは『田中樹』、CDデビュー後にリリックを書いたグループの楽曲のクレジットは『Juri Tanaka』になっている。
ラップについて
2008年、Hey!Say!JUMPのコンサートに初めてバックジュニアとして出演。初出演にもかかわらずラップを披露する。それまでラップ経験は無く、初めてマイクを持ちライトを浴びて歌ったが、緊張で記憶に残ってないと当時を振り返っている。このとき披露した曲はKAT-TUNの「SIGNAL」。
かつてはラップを好まずジャニーズらしい曲を歌いたかったというが、ラップをやってと言われたため、音に合わせて読んだだけという。当時はラップを担当しているジャニーズJr.が居なかったため、自分がやるかと勉強を始め、現在はラップの歌詞を自ら考えるまで好きになり、自分がやりたいものは自分にしか作れないと語り、初めて聴く人でも気持ち良いノリにするために深く聴き込まないで作るという。時間が許す限り海外アーティストのミュージックビデオを鑑賞しラップについて学び、田中樹としてのスタンスを確立したいという。
海外のラップは歌い手の生まれた土地に根付いていることから真似する事は困難であり、自らの作詞には日本語を大事にし、身近なモチーフを取り入れて製作するよう心がけているという。特にエミネムやリル・ウェインなどを愛聴し、ラップの研究を重ねている。ラップを聴けばその人の生き方すら見えてくると語る。エミネムは新譜が出る度に毎回刺激を受け、学ぶ事が多いと語る。さらに、ポスト・マローンやクエヴォ、トラヴィス・スコット、6ix9ineなども聴き、なぜ流行ったのか？を考えながら聴くという。
ジャニーズのラップとパターンが違い、田中のラップはヒップホップ本来のオーソドックスなラップの要素が強く、海外の最先端のラップも聴くが、日本語のラップはオールドスクールが好きで、メロに走らないラップが好きだという。
SixTONESの曲中に披露する自らのラップはスパイスであり、そこでは誰にも負けたくないと意気込みを語り、ジャニーズJr.の頃には「ジュニアの中ではオレが一番うまい！」とラップに対する気合いをみせていた。
将来、ラッパーのフリースタイル大会に出場し、「ジャニーズにヤバいラッパーがいる」と言われる存在になりたいと語る。Snow Manの渡辺翔太からは「樹のラップにはカリスマ性がある」と評され、ラップのみならず、メンバーの京本からはラップが上手いが実は歌も上手いと歌も評され、松村からもラップしかできないと本人は語るが、実はハモリや高音パートも担当できるため、樹は歌もできると語る。髙地からはヒップホップの業界の人たちと絡み、ディープな存在になってほしいと期待されている。
ジャニーズの中だと、ヒップホップの知識はトップクラスで持っているが、ジャニーズ内では戦っていないため、好きなカテゴリだと語る。般若さんの曲を聴いて、自分の目指すヒップホップのスタイルが固まっていったという。
自作曲のソロ曲のラップを披露する際、モニター画面にはリリックの字幕の表示を出さないことにこだわりがある。リリックは感覚で書くもので、全部ひとりごとみたいなもののため、歌詞は知られなくても良いという。ラップは聴き間違いや勘違いがあると思うが、音も楽しんでもらいたく、「どういうことを言っているのか？」と想像してもらうのも音楽の楽しみ方でもあると語り、楽しみ方を強要したくないため、聴こえた歌詞のまま楽しんでほしいという。
ラップのレコーディングの前の練習は、デモ音源に寄らないよう、ラップのキーになる言葉とリズムのみを覚え聴き込まないようにし、レコーディングの際にガイドとして流れているデモ音源も全部オフにしてもらい収録するという。
また、グループのオリジナル曲でラップ詞を書いてアルバムにいれたいと語る。
デュエット曲
2014年3月に開催された『ガムシャラJ's Party Vol.2」でRAPをジャニーズJr.と共に披露した。
同年開催の『ガムシャラSEXY夏祭り‼︎』では、京本大我作詞・作曲の「Loving」のラップ詞を担当。京本の生歌を直接携帯電話のボイスメモに録音し、それを繰り返し聴きラップ詞を製作。京本とのコラボレーション曲を披露する。
ソロラップ曲(作詞・作曲)
ライブで披露されるソロラップのオリジナル曲のタイトルはすべて中華料理の名前がついている。
2017年12月にフジテレビの湾岸スタジオ内で行われた「お台場 踊り場 土日の遊び場」では初めて自分で作ったラップのソロオリジナル曲『Gyo-za（ギョウザ）』を披露。恥ずかしかったが好評だったため、自信を持てたいう。
2018年3月に横浜アリーナで行われた「ジャニーズJr.祭り2018 SixTONES単独公演」では、公演の主であるジャングルの世界観に合わせたビースト(野獣)をテーマにリリックを書き、色々な韻を踏むワザが入っている『正論Pow!!!（ショウロンポウ）』を披露。この曲のタイトルは『SHOWロンPOW!』など、表記が複数存在するが、楽曲登録の表記は『Do not』になっており、1曲に2つタイトルが存在している。
2018年7月-8月にTOKYO DOME CITY HALLで行われた「Summer Paradise2018」では『若芽吸う譜（ワカメスープ）』を披露。この曲は、耳が楽しくなるような高速ラップを用いている。
2019年3月に横浜アリーナ、同年4月に宮城セキスイハイムスーパーアリーナ、同年5月に大阪城ホールで行われた「CHANGE THE ERA -201ⅸ-」では、海外のトレンドのラップを日本に受け入れやすいように考え、RAPやってる自分とそれ以外のミーハーでやってるヤツというイメージで作詞された日本語ばかりのラップ『転身犯(テンシンハン)』を披露したが、楽曲登録をするため、ちゃんとした曲名でという指示があり『swap meet』というタイトルで楽曲登録されており1曲に2つのタイトルが存在している。
同年8月8日に東京ドームで行われた｢ジャニーズJr.8・8祭り〜東京ドームから始まる〜｣では『S.C』を猪狩蒼弥、本髙克樹、ヴァサイェガ渉、川崎皇輝らでラップをやって欲しいと滝沢社長から依頼を受け、先輩の曲か自分で作った方が良いか相談したところ、かっこよくできる自信がある方でとの依頼だったため、Jr.でラップをやる人、ヒップホップをやる人が出てきて欲しいと思い、全部自分でリリックを書くつもりだったが、統一性のないラップも面白いと考え、個々で歌うパートのリリックを書いてもらったという。披露後には「チーム樹」と呼ばれている。
SixTONES楽曲
SixTONESのCDデビュー曲Imitation Rainのラップのレコーディングは、LAにいるX JAPANのYOSHIKIに音源を送り細かく指示をしてもらい、こだわってつくったため、丸2日かけて完成したという。高く、低く、語尾を上げるなど歌い方を変え、約6本ほどのラップをレコーディングし、重ねている。
2ndシングルNAVIGATOR (SixTONESの曲)のラップのレコーディングは、スタッフから「カッコイイと思うようにやってくれればいい」という指示の元、3本〜4本のラップをレコーディングし、重ねている。また、パーソナリティを務めるSixTONESのオールナイトニッポンサタデースペシャルの番組宣伝CMの特別企画として「田中樹 全国ラジオ34局ラップチャレンジ」と題して、全国で流れるご当地ラップを、それぞれの土地のことを調べ、34局分のオリジナルのリリックを書き下ろした。。
3rdシングルNEW ERA (SixTONESの曲)のラップは、ラウドロックからヒップホップチューンに変わるため、切り替わるミックスされている音が良くラップをしていてやりがいがあったという。わざと裏ノリにした箇所や、オンテンポした箇所などがある。ラップ以外のパートのレコーディングはしているが歌っていない。また、パーソナリティを務めるSixTONESのオールナイトニッポンサタデースペシャルの特別企画 第2弾として「勝手にNEW ERAｰSixTONES ANN Remixｰを作ろう！」と題して、イントロに新たなラップパートをリスナーにテーマを募集し作り即興ラップをラジオ内で披露している。NEW ERAのカップリング曲｢So Addicted｣ではラップを作詞している。裏テーマがあり、箇条書きしたものを英訳し、韻を踏んで作詞したという。英語での作詞は初めてで映画を吹替えなしで鑑賞し、その映画を参考に、1ヶ月かけて作詞した。表記やスラングやリズムなど、日本語ではない曲のため英語での作詞は難しかったといい、細かく修正を受けながらの作詞は勉強になったという。
SixTONESの1stアルバム1STに収録されている楽曲のラップ部分は、デモ音源から歌詞やフローが全部変わり、曲により自然と歌い方が変わっているという。

## 出演
Hip Hop JUMP、SixTONESとしての活動は該当ページを参照

### テレビドラマ
- 特急田中3号（2007年4月13日 - 6月22日、TBS）- 田中次郎 役
- 駅弁刑事・神保徳之助 第6作（2012年4月2日、TBS）- 鈴木健太 役[128]
- 私立バカレア高校（2012年4月14日 - 6月30日、日本テレビ）- 野口聡 役[129][130]
- スプラウト（2012年7月7日 - 9月29日、日本テレビ）- 海野健 役[131]
- 心療中-in the Room-（2013年1月12日 - 3月3日、日本テレビ）- 片山光 役[132]
- 仮面ティーチャー（2014年2月14日、日本テレビ）- 神楽瑛太 役[133]
- 世にも奇妙な物語 ’18秋の特別編「マスマティックな夕暮れ」（2018年11月10日、フジテレビ）- 一成 役[134][135]
- ブラック校則（2019年10月15日〔14日深夜〕 - 11月26日〔25日深夜〕、日本テレビ） - 松本ミチロウ役
- うきわ -友達以上、不倫未満-（2021年8月9日 - 9月27日、テレビ東京） - 田宮悠 役[136]
- オールドルーキー 第3話（2022年7月17日、TBS） -  秀島修平 役[137]
- 刑事7人 SEASON9 第5話 -（2023年7月5日 - 、テレビ朝日） - 井手孝也 役[138]
- 単身花日（2023年10月14日 - 12月9日、テレビ朝日） - 片山直哉 役[139]
- ACMA:GAME アクマゲーム（2024年4月7日 - 6月9日、日本テレビ） - 斉藤初 役[140][141]
  - ACMA:GAME アクマゲーム ワールドエンド（2024年10月25日、日本テレビ）[142]
- I, KILL（2025年5月18日 - 6月22日、WOWOW） - 主演・士郎 役（木村文乃とダブル主演）[143][144]

### 配信ドラマ
- 単身花盛り 花の男 - 片山直哉（2023年10月14日 - 11月26日、TELASA） - 主演・片山直哉 役[145]

### 映画
- 劇場版 私立バカレア高校（2012年10月13日）- 野口聡 役[146]
- バニラボーイ トゥモロー・イズ・アナザー・デイ (2016年9月3日) - 主演・松永英男 役[147][148]
- 映画 少年たち（2019年3月29日）- 情報屋（482番） 役[149]
- ブラック校則（2019年11月1日）- 松本ミチロウ 役[150]
- 劇場版ACMA:GAME 最後の鍵（2024年10月25日） - 斉藤初 役[151]

### 音楽番組
- ザ少年倶楽部（2008年 - 、NHK BSプレミアム）[12]
- ガムシャラJ’s Party !!（2014年5月3日 - 2015年2月28日、テレ朝チャンネル1）[152][153]

### バラエティ番組
- Rの法則（2011年12月21日 - 2016年3月28日、NHK教育テレビ）ジェシーと共演[154][155]
- ガムシャラ!（2014年4月12日 - 2016年4月2日、テレビ朝日）[156]
- すこジャニ〜ルールだらけの旅〜（2020年12月12日[157]、2021年8月21日[158]、フジテレビ）
- オオカミ少年（2021年4月16日 - 、TBS）ジェシーと共演[159]
- あべこべ男子の待つ部屋で（2024年5月4日 - 9月28日、日本テレビ） - MC[160][161]

### 情報番組
- ラヴィット!（2021年7月、TBS）- 7月度マンスリーゲスト[162][注釈 1]

### ラジオ
- らじらー！サタデー（2018年4月14日、NHKラジオ第1）[163][注釈 2]
- J-WAVE SPECIAL MUSIC NAVIGATOR（2020年7月23日、J-WAVE）[166][167]

### CM
- サーティワンアイスクリーム 真夏の雪だるま大作戦！キャンペーン「パレード」編（2012年7月21日 - 9月9日）[7][168]

### コンサート
- フォーラム新記録!!ジャニーズJr.1日4公演やるぞ!コンサート（2009年6月7日、東京国際フォーラム）[169]
- 年末ヤング東西歌合戦!東西Jr.選抜大集合 2010!（2010年11月26 - 27日、NHKホール）[170]
- Johnny's Dome Theatre 〜SUMMARY2012〜（2012年9月8日 - 9日、東京ドームシティホール）[171]
- ガムシャラ J's Party !! Vol.2（2014年3月26日 - 28日、EXシアター六本木）[172]
- ガムシャラ J's Party !! Vol.5（2014年6月4日 - 5日、EXシアター六本木）[173]
- ガムシャラSexy夏祭り!![チーム羅]（2014年7月31日、8月2日、4日 - 5日、7日 - 8日、EXシアター六本木）[174][175]
- ガムシャラ J's Party !! Vol.6（2014年12月17日 - 18日、EXシアター六本木）[176]
- ガムシャラ J's Party !!︎ Vol.7（2015年1月23日 - 1月26日、EXシアター六本木）[177]
- ガムシャラ! サマーステーション [チーム我]（2015年7月23日、24日、28日、8月8日、9日、11日、13日、14日、EXシアター六本木）[178]

### 舞台
- 新春 滝沢革命（2009年1月1日 - 27日、帝国劇場）[179][180]
- PLAYZONE2009 〜太陽からの手紙〜（2009年7月11日 - 8月9日、青山劇場）[181]
- Live House ジャニーズ銀座〔noon boyz + ジャニーズJr.≪Part1≫〕（2013年4月29日・30日・5月11日・25日・31日、シアタークリエ）[182]
- Live House ジャニーズ銀座〔松島聡／マリウス葉 + Sexy Boyz + ジャニーズJr.≪Part1≫〕（2013年5月12日・26日、シアタークリエ）[182]
- ANOTHER（2013年9月4日 - 28日、日生劇場）[183]バレー役
- ジャニーズ銀座 2014（2014年5月9日 - 11日、5月28日、29日、シアタークリエ）
- ジャニーズ銀座 2015（2015年4月30日、5月1日、3日、4日、シアタークリエ）[184]
- DREAM BOYS
  - DREAM BOYS（2011年9月3日 - 25日、帝国劇場）[185] - ジュリ役
  - DREAM BOYS（2021年9月6日 - 29日、帝国劇場） - ジュリ 役[186]
  - DREAM BOYS（2022年9月8日 - 30日、帝国劇場） - ジュリ 役[187]
- ぼくらの七日間戦争2025（2025年8月24日 - 9月2日〈予定〉、東京建物 Brillia HALL / 9月10日 - 18日〈予定〉、東京建物 Brillia HALL 箕面 大ホール / 9月24日 - 28日〈予定〉、京都劇場 / 10月2日・3日〈予定〉、東海市芸術劇場 大ホール / 11月7日 - 9日〈予定〉、熊本城ホール メインホール / 11月7日 - 9日〈予定〉、東京建物 Brillia HALL） - 主演・菊地英治 役[188]

### イベント
- Rakuten GirlsAward 2024 AUTUMN/WINTER（2024年10月19日、幕張メッセ） - ゲストMC[189][注釈 3]
- D.U.N.K. Showcase（2025年1月12日、Kアリーナ横浜） - サプライズゲスト[191]

## オリジナル曲
JASRAC公式サイトの「作品データベース検索サービス」におけるアーティスト名「田中樹」での登録内容をもとに記述。
- SWAP MEET（作詞：田中樹、作曲：DJ-SHU）JASRAC作品コード：244-7688-9
- DO NOT（作詞：田中樹、作曲：DJ-SHU）JASRAC作品コード：256-2416-4
- Sorry - 『CREAK』〈初回盤B〉収録
- No Cap - 『BOYZ』〈初回盤B〉収録

### ユニット曲
ジェシー
- EXTRA VIP -『1ST』〈初回盤B：音色盤〉収録

京本大我
- With The Flow - 『CITY』〈初回盤B〉収録

森本慎太郎
- OPA! -『声』〈初回盤B〉収録

松村北斗
- スーパーボーイ - 『THE VIBES』〈初回盤B〉収録

高地優吾
- PARTY ANIMAL -『GOLD』〈初回盤B〉収録